# Phenacolepas
Phenacolepas Pilsbry, 1891 é um género de pequenos gastrópodes marinhos com um morfologia superficialmente semelhante e lapas, incluindo uma concha pateliforme. Apesar dessas semelhanças, o género está incluído na família Phenacolepadidae.

## Taxonomia
O género Phenacolepas inclui as seguintes espécies:
- Phenacolepas arabica
- Phenacolepas asperulata A. Adams, 1858[3]
- Phenacolepas calva
- Phenacolepas cinnamomea
- Phenacolepas crenulata[4]
- Phenacolepas fischeri (Rochebrune, 1881)[5]
- Phenacolepas galathea (Lamarck)[6]
- Phenacolepas immeritus
- Phenacolepas malonei
- Phenacolepas mirabilis
- Phenacolepas nobilis
- Phenacolepas omanensis
- Phenacolepas osculans
- Phenacolepas tenuisculpta